# Extraction solide-liquide
L'extraction solide-liquide (ESL) est un procédé d'extraction d'un soluté liquide ou solide à partir d'un solide en utilisant un liquide comme solvant d'extraction. Ce procédé fait partie avec l’extraction liquide-liquide des procédés d’extraction par un liquide.

## Types
Plusieurs méthodes d’extraction solide-liquide existent :
| Méthode     | Température du liquide d’extraction | Description,                                                                             | Exemples d'application                              | Exemples de préparation de café                                 |
| ----------- | ----------------------------------- | ---------------------------------------------------------------------------------------- | --------------------------------------------------- | --------------------------------------------------------------- |
| Décoction   | En ébullition                       | Le solide est mis à bouillir dans un liquide                                             | Traitement du malt en brasserie                     | Café turc                                                       |
| Infusion    | Proche de l’ébullition              | Le solide est mis en suspension dans un liquide ou le solide est traversé par ce liquide | Traitement du malt en brasserie, préparation du thé | Cafetière à piston                                              |
| Digestion   | Chaud                               | Le solide est mis durant une durée plus ou moins longue dans un liquide                  | Industrie pharmaceutique et parfumerie              |                                                                 |
| Percolation | Généralement chaud                  | Le solide finement divisé est traversé par un liquide                                    |                                                     | Cafetière italienne et sous haute pression : machine à expresso |
| Lixiviation | Chaud ou froid                      | Le solide finement divisé est traversé lentement par un liquide                          | Hydrométallurgie et parfumerie                      | Café filtre                                                     |
| Macération  | Froid                               | Le solide est mis durant une durée plus ou moins longue dans un liquide                  | Industrie pharmaceutique et parfumerie              |                                                                 |

L’élution est aussi considérée comme une extraction solide-liquide. Elle consiste à enlever un soluté adsorbé à la surface d’un solide par simple contact avec un liquide. Elle est surtout utilisée en chromatographie.
Il est possible d'améliorer l'extraction solide-liquide en augmentant la pression (extraction par liquide pressurisé), en appliquant des ondes ultrasons (extraction assistée par ultrasons) ou des micro-ondes (extraction assistée par micro-ondes).

## Mise en œuvre
L'extraction solide-liquide peut avoir lieu en utilisant un extracteur :
- à lit fixe : extracteur de Soxhlet, extracteur de Twisselmann, percolateur
- à lit mobile : extracteurs à panier mobiles (Bollman) ou à compartiments mobiles.

## Applications
L'extraction solide-liquide peut être utilisée pour enlever des composés indésirables comme la caféine du café ou pour collecter des composés intéressants comme les métaux.
En industries agro-alimentaires, pharmaceutiques et parfumerie :
| Solide                          | Liquide d’extraction                                    | Produit fini                                             |
| ------------------------------- | ------------------------------------------------------- | -------------------------------------------------------- |
| Grains de café, feuilles de thé | Eau bouillante                                          | Café instantané, thé instantané                          |
| Grains de café, feuilles de thé | Eau bouillante ou solvant organique généralement chloré | Café décaféiné, thé décaféiné                            |
| Racines de betteraves           | Eau chaude                                              | Sucre                                                    |
| Graines oléagineuses            | Hexane                                                  | Huiles alimentaires                                      |
| Plantes médicinales             | Eau, alcools, hydrocarbures, solvants chlorés           | Un grand nombre de produits à activité pharmacodynamique |
| Plantes                         | Alcools, corps gras                                     | Parfums naturels                                         |
| Écorce de certains arbres       | Eau                                                     | Tanins naturels                                          |

En hydrométallurgie, l’extraction se fait à partir d'un minerai avec une solution d’attaque qui peut être acide, neutre ou alcaline. C’est le cas par exemple des métaux suivants : le zinc, le cuivre, l’or, l’uranium, l’aluminium, le cobalt et le nickel.